# Nagórscy herbu Leszczyc

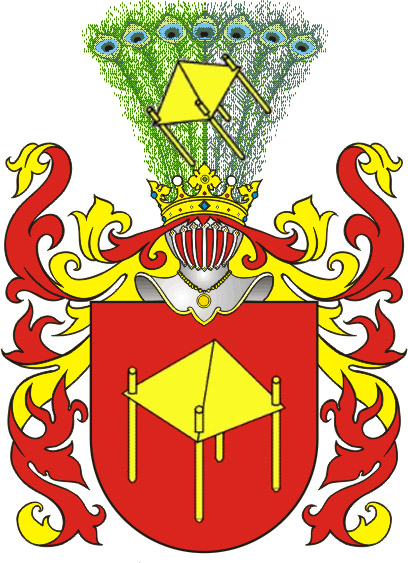

Nagórscy herbu Leszczyc – polski ród szlachecki wywodzący się ze wsi Nagórki położonej w województwie łódzkim, w powiecie łęczyckim, w gminie Grabów. Nagórscy z ziemi łęczyckiej trafili w okolice Poznania, Szamotuł i Ostrorogu w XVI wieku. Linia łęczycka, a później wielkopolska mylnie utożsamiana z herbem Ostoja.